# Big 3 (tư vấn quản lý)

Nhóm MBB (Big 3) gồm McKinsey, BCG, Bain

Big Three hay MBB là một thuật ngữ dùng để chỉ 3 công ty tư vấn chiến lược quản trị lớn nhất thế giới là McKinsey & Company, Boston Consulting Group và Bain & Company. Đây là 3 công ty danh giá và có ảnh hưởng nhất trong lĩnh vực tư vấn quản trị. Ba công ty trên cũng có doanh thu lớn nhất trong số các công ty tư vấn quản trị tính đến năm 2021.
Hiện cả 3 công ty này đều đã có hoạt động và văn phòng đại diện tại thị trường Việt Nam: đầu tiên là McKinsey vào năm 2008, tiếp đến là BCG vào năm 2013 và cuối cùng là Bain vào năm 2023.

## Các công ty Big 3
McKinsey hiện là công ty tư vấn quản trị lớn nhất trong nhóm Big 3, đứng đầu về tổng doanh thu, lực lượng nhân viên và tổng số văn phòng trên toàn cầu. 
| Công ty                 | Số nhân viên | Doanh thu hàng năm | Số văn phòng | Trụ sở   |
| ----------------------- | ------------ | ------------------ | ------------ | -------- |
| McKinsey & Company      | 30,000       | 15 tỷ USD          | 133          | New York |
| Boston Consulting Group | 25,000       | 11 tỷ USD          | 100          | Boston   |
| Bain & Company          | 15,000       | 5.8 tỷ USD         | 65           | Boston   |

### McKinsey & Company

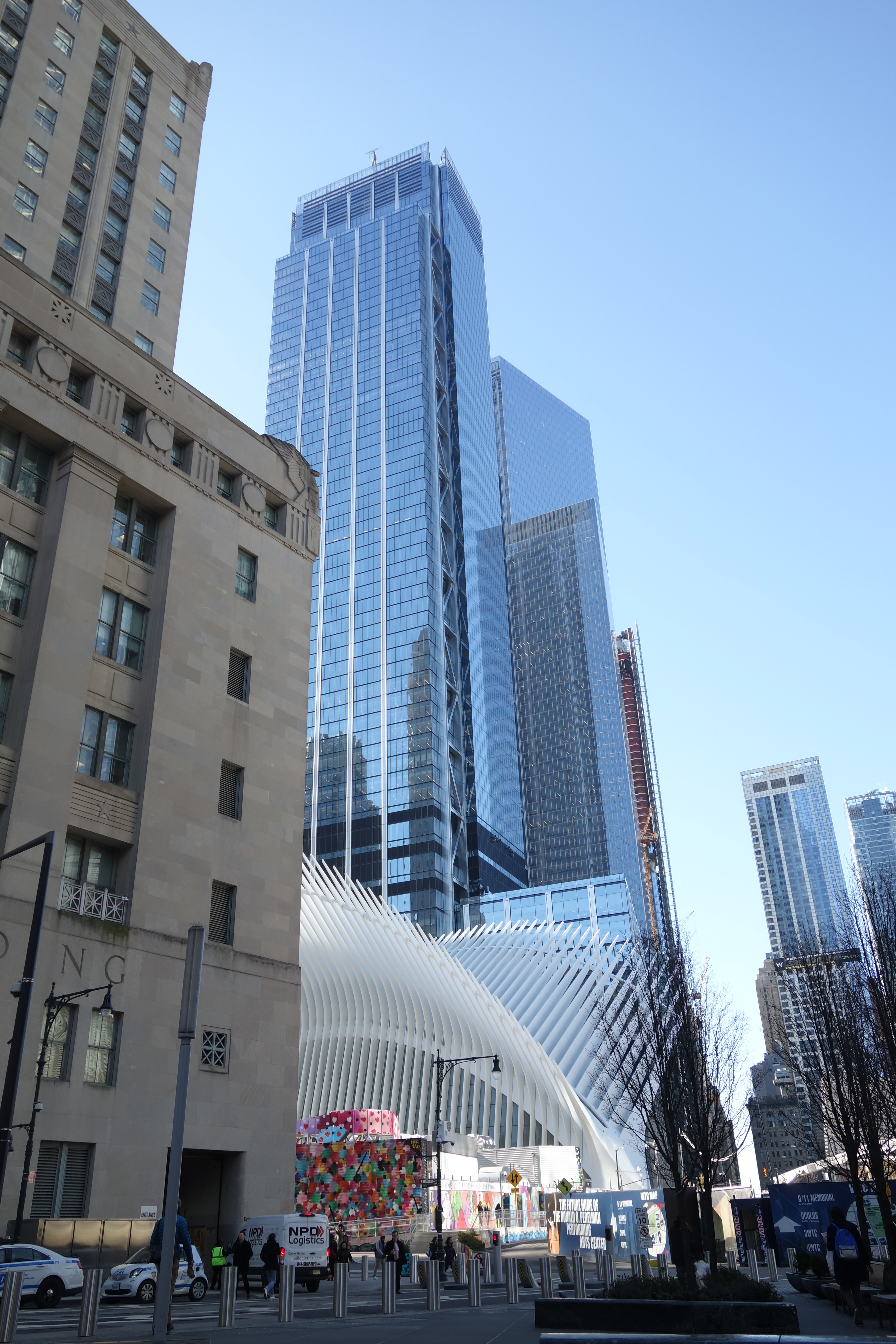
Trụ sở của McKinsey tại Trung tâm Thương mại Thế giới số 3 ở quận Manhattan, New York

Công ty McKinsey được thành lập tại Đại học Chicago bởi Giáo sư James O. McKinsey vào năm 1926. Hiện McKinsey có 133 văn phòng hoạt động tại 67 quốc gia. McKinsey & Company đã liên tục được Vault.com xếp hạng là công ty tư vấn chiến lược danh giá nhất trong suốt 14 năm liền (kể từ 2002). McKinsey cũng là công ty có quy trình tuyển chọn nhân sự gắt gao và cạnh tranh nhất thế giới theo Glassdoor. McKinsey & Company hiện tư vấn cho hơn hai phần ba số công ty trong danh sách Fortune 1000 (tức nhóm 1000 công ty lớn nhất thế giới). Các lĩnh vực chuyên môn của McKinsey bao gồm quản lý, tổ chức, vận hành và kỹ thuật.

### Boston Consulting Group

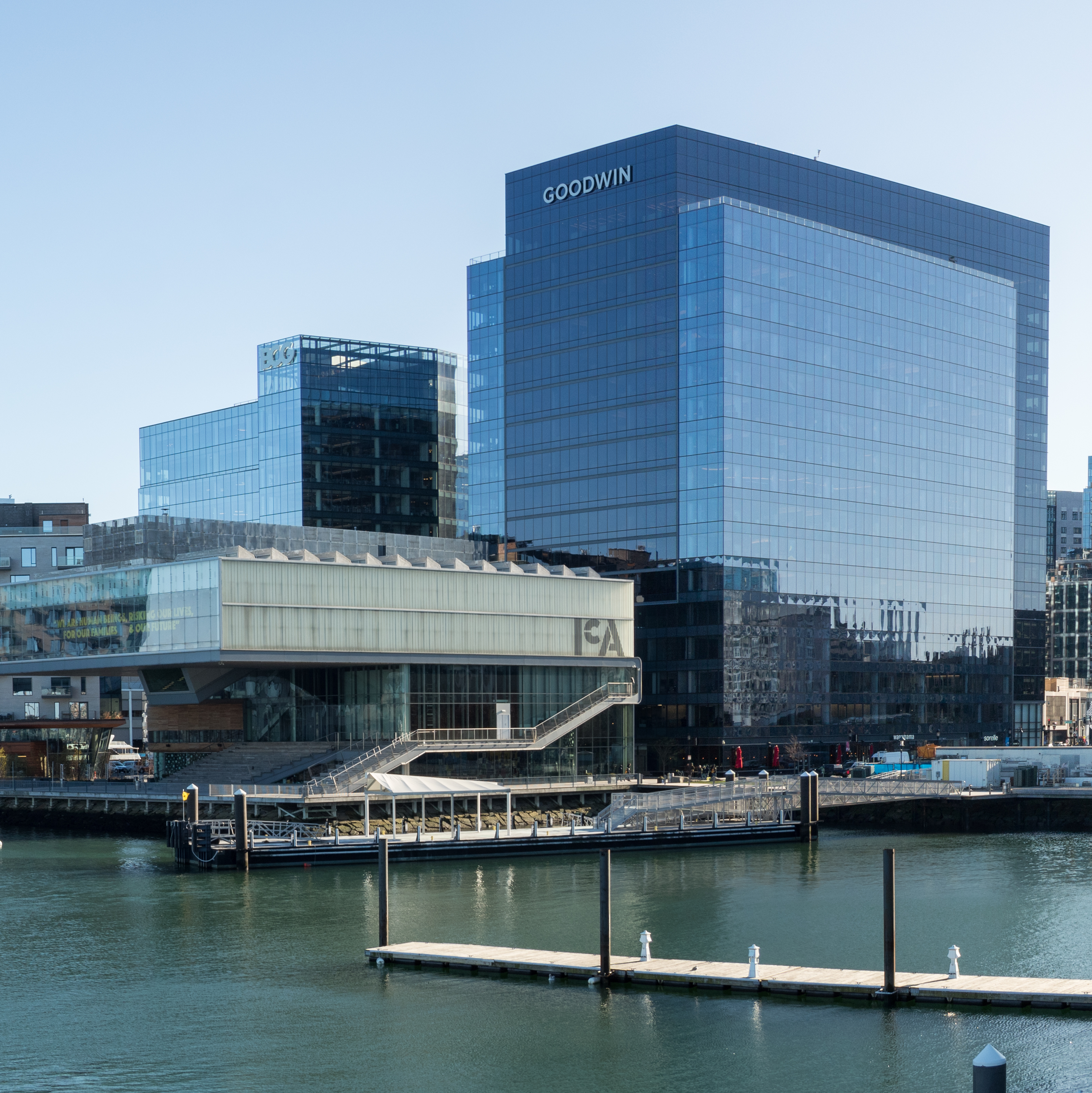
Trụ sở BCG tại cầu cảng Boston

Tập đoàn Tư vấn Boston (BCG) được thành lập vào năm 1963 bởi Bruce D. Henderson, một cựu chuyên gia tư vấn của công ty Arthur D. Little. Tính đến năm 2021, BCG có 25,000 nhân viên hoạt động tại gần 100 văn phòng trên 50 quốc gia. BCG cũng liên tục được vào top đầu trong danh sách các công ty tư vấn tốt nhất để làm việc bởi tạp chí Consulting kể từ năm 2001. Các lĩnh vực chuyên môn của BCG bao gồm phát triển doanh nghiệp và sáng tạo.

### Bain & Company
Bain được thành lập bởi Bill Bain vào năm 1973 sau khi ông rời BCG. Bain đi đầu trong lĩnh vực tư vấn vốn chủ sở hữu tư nhân, và quỹ đầu tư Bain Capital (nay đã tách ra khỏi Bain & Company) đã được thành lập bởi cựu giám đốc của Bain là Mitt Romney. Công ty hiện có 65 văn phòng tại 40 quốc gia. Các lĩnh vực chuyên môn của Bain bao gồm đầu tư tư nhân, mua bán và sáp nhập, và bán lẻ. Công ty tư vấn phi lợi nhuận Bridgespan cũng được thành lập vào đầu thập niên 2000s bởi ba cựu nhân viên Bain nhưng hiện đã tách ra khỏi Bain & Company. Bain đã được xếp hạng nhiều lần trong danh sách những công ty tốt nhất để làm việc bởi trang web Glassdoor.

## Các công ty khác
Nhóm Big 4 (Deloitte, KPMG, PwC, EY), vốn là các công ty kiểm toán, kể từ năm 2010 cũng bắt đầu cung cấp dịch vụ tư vấn chiến lược. Gần đây, Deloitte đã mua lại Monitor Group, PwC sáp nhập với PRTM và Booz & Company, và EY mua lại The Parthenon Group để cải thiện dịch vụ tư vấn quản trị của mình nhằm cạnh tranh với Big 3. Tuy nhiên, doanh số, sự danh giá và uy tín của Big 4 vẫn chưa so sánh được với nhóm Big 3.
Ngoài ra, các công ty nhỏ hơn như Accenture, Strategy& (đã được PwC mua lại), LEK, Oliver Wyman, EY-Parthenon (đã được EY mua lại), AT Kearney, và Roland Berger cũng cung cấp các dịch vụ tư vấn quản lý nhắm đến các công ty và tổ chức quy mô nhỏ hơn nhóm khách hàng truyền thống của Big 3.